# Еудженіо Берселліні
Еудже́ніо Берселлі́ні (італ. Eugenio Bersellini; 10 червня 1936, Борго-Валь-ді-Таро — 17 вересня 2017, Прато) — італійський футболіст, що грав на позиції півзахисника. По завершенні ігрової кар'єри — футбольний тренер.
Як гравець виступав за нижчолігові італійські клуби і ніколи не грав в Серії А. Проте як тренер провів 490 матчів в італійській Серії А (148 перемог, 197 нічиїх і 145 поразок), став чемпіоном Італії та тричі вигравав Кубок Італії.

## Ігрова кар'єра
У дорослому футболі дебютував 1954 року виступами за команду клубу «Фіденца», в якій провів один сезон у четвертому за рівнем дивізіоні Італії.
Своєю грою за цю команду привернув увагу представників тренерського штабу «Брешії», що виступала у Серії Б. До її складу приєднався влітку 1955 року і відіграв за клуб з Брешії наступні п'ять сезонів своєї ігрової кар'єри.
Згодом з 1960 по 1966 рік грав у Серії Б в складі «Монци» (з невеликою перервою на виступи за «Про Патрію» в сезоні 1962/63).
1966 року перейшов до клубу «Лечче», за який відіграв 2 сезони у Серії C. Завершив професійну кар'єру футболіста виступами за команду «Лечче» у 1968 році.

## Кар'єра тренера
Розпочав тренерську кар'єру відразу ж по завершенні кар'єри гравця, 1968 року, очоливши тренерський штаб клубу «Лечче», де пропрацював три роки.
Надалі очолював ряд італійських клубів, зокрема «Інтернаціонале», який у сезоні 1979/80 Берселліні привів до чемпіонського титулу, а також двічі вигравав з командою Кубок Італії (у 1978 та 1982 роках). Крім того працював з «Сампдорією», яку 1985 року привів до першого трофею в історії клубу — Кубка Італії, завдяки чому команда дебютувала в єврокубках. Також працював закордоном у Лівії, де тренував місцеву національну збірну, а також столичні клуби «Аль-Аглі» та «Аль-Іттіхад», вигравши з останнім національний чемпіонат.
Останнім місцем тренерської роботи був клуб «Сестрі Леванте» з Серії D, команду якого Еудженіо Берселліні очолював як головний тренер до 2007 року.

## Титули і досягнення

### Як тренера
- Чемпіон Італії (1):

«Інтернаціонале»: 1979-80
- Володар Кубка Італії (3):

«Інтернаціонале»: 1977-78, 1981-82
«Сампдорія»: 1984-85
- Чемпіон Лівії (1):

«Аль-Іттіхад»: 2001-02